# Cobi (maskotka)

Cobi

Cobi – oficjalna maskotka XXV Letnich Igrzysk Olimpijskich w Barcelonie w 1992 roku. Przedstawia kubistyczny wizerunek żółtego psa – owczarka katalońskiego. Maskotka została zaprojektowana przez hiszpańskiego projektanta Javiera Mariscala. Zaprezentowano ją oficjalnie 15 marca 1988 roku. Jej imię zainspirowały inicjały hiszpańskiej nazwy organizatora Igrzysk w Barcelonie – Comité Organizador de las Olimpiadas de Barcelona (COOB).
Przed i podczas Igrzysk, Cobi był używany w reklamach oficjalnych sponsorów imprezy, takich jak np. Coca-Cola czy Danone. Posiadał swój serial telewizyjny (The Cobi Troupe), był także sprzedawany jako pamiątka.